# Schistocerca cancellata
Schistocerca cancellata é uma espécie de gafanhoto da subfamília Cyrtacanthacridinae. É a principal espécie de enxames na América do Sul subtropical.